# 維爾加傑西教堂
維爾加傑西教堂（Virga Jesse Basilica）是位於比利時城市哈瑟爾特的一座教堂。現在的教堂修建於1727年，融合了巴洛克式和新古典主義的建築風格。

## 外部連結
50°55′46″N 5°20′8″E / 50.92944°N 5.33556°E